# Пам'ятник Леніну (Кременчук)
Пам'ятник Леніну — колишній пам'ятник у Кременчуці Полтавської області, що розташовувався на центральній площі міста — Перемоги — з 5 листопада 1971 року по 24 лютого 2014 року.

## Опис
Висота фігури, виконаної із бронзи, складала 6,8 м, чавунного постаменту — 5,8 м, разом із гранітним стилобатом споруда перевищувала 14 м. Монумент був найвищим на території Полтавщини.

## Історія
У місті пам'ятник було встановлено 5 листопада 1971 року, у рік 400-ї річниці міста, та приурочено річниці Жовтневої революції.
24 лютого 2014 року, під час ленінопаду в Україні, пам'ятник, незважаючи на протести окремих громадян, протягом декількох годин було демонтовано.

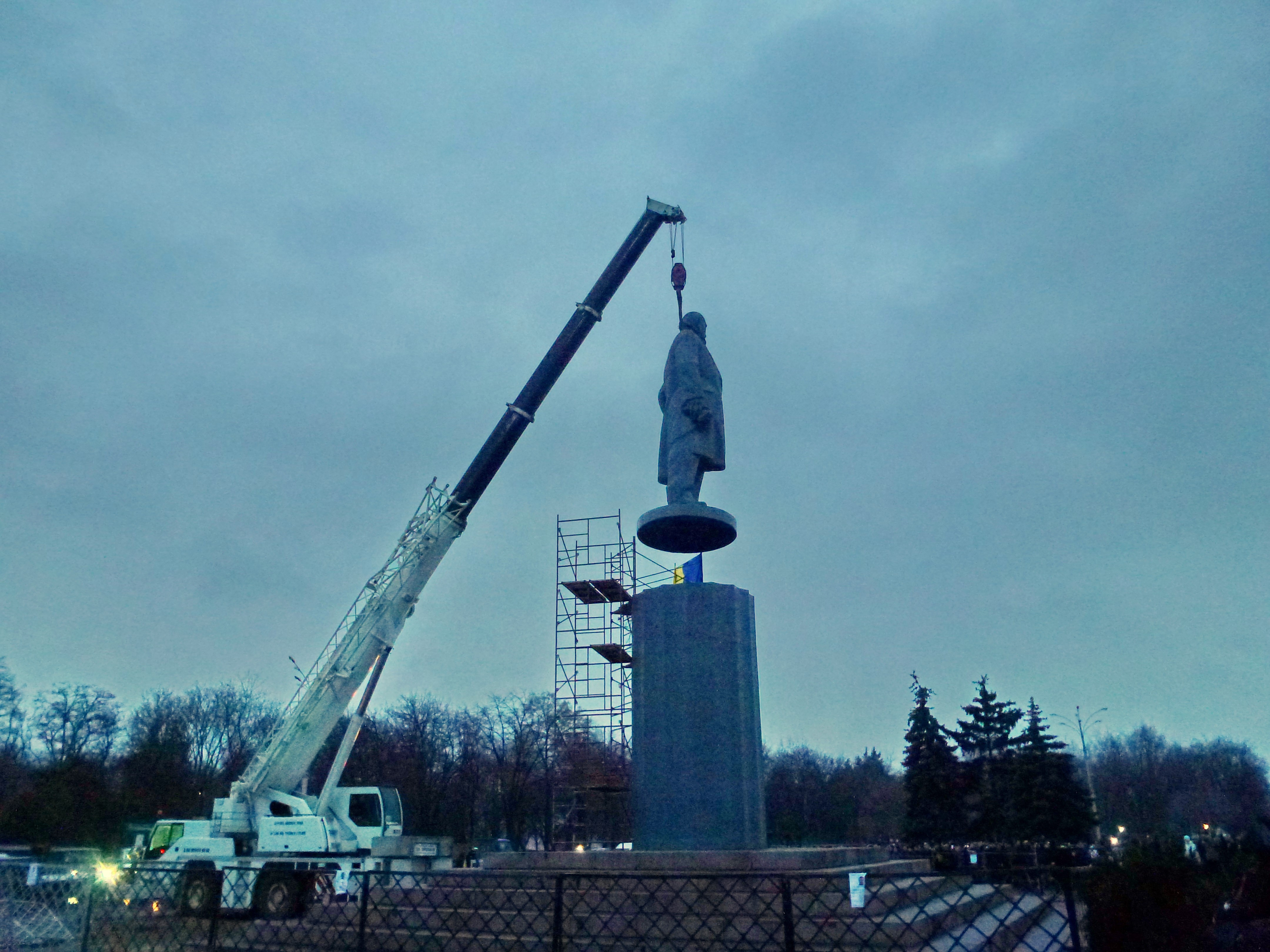
Демонтаж 24 лютого 2014 року
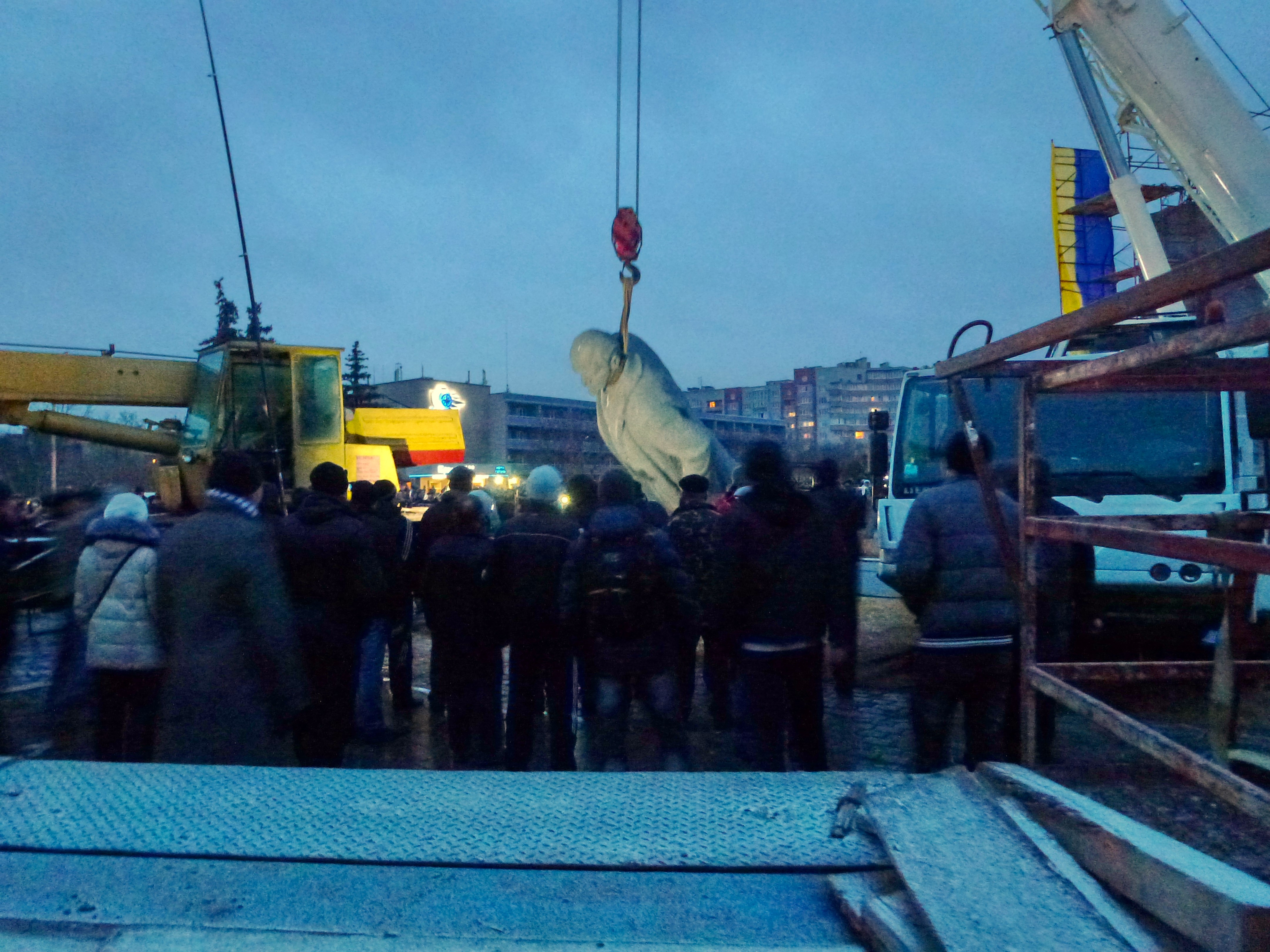
Демонтаж 24 лютого 2014 року

20 липня 2016 було знесено постамент від пам'ятника. У серпні того ж року на місці пам'ятника було викладено плитку у вигляді вишиванки. Нині на цьому місці встановлюється новорічна ялинка.